# قزان (آنية)

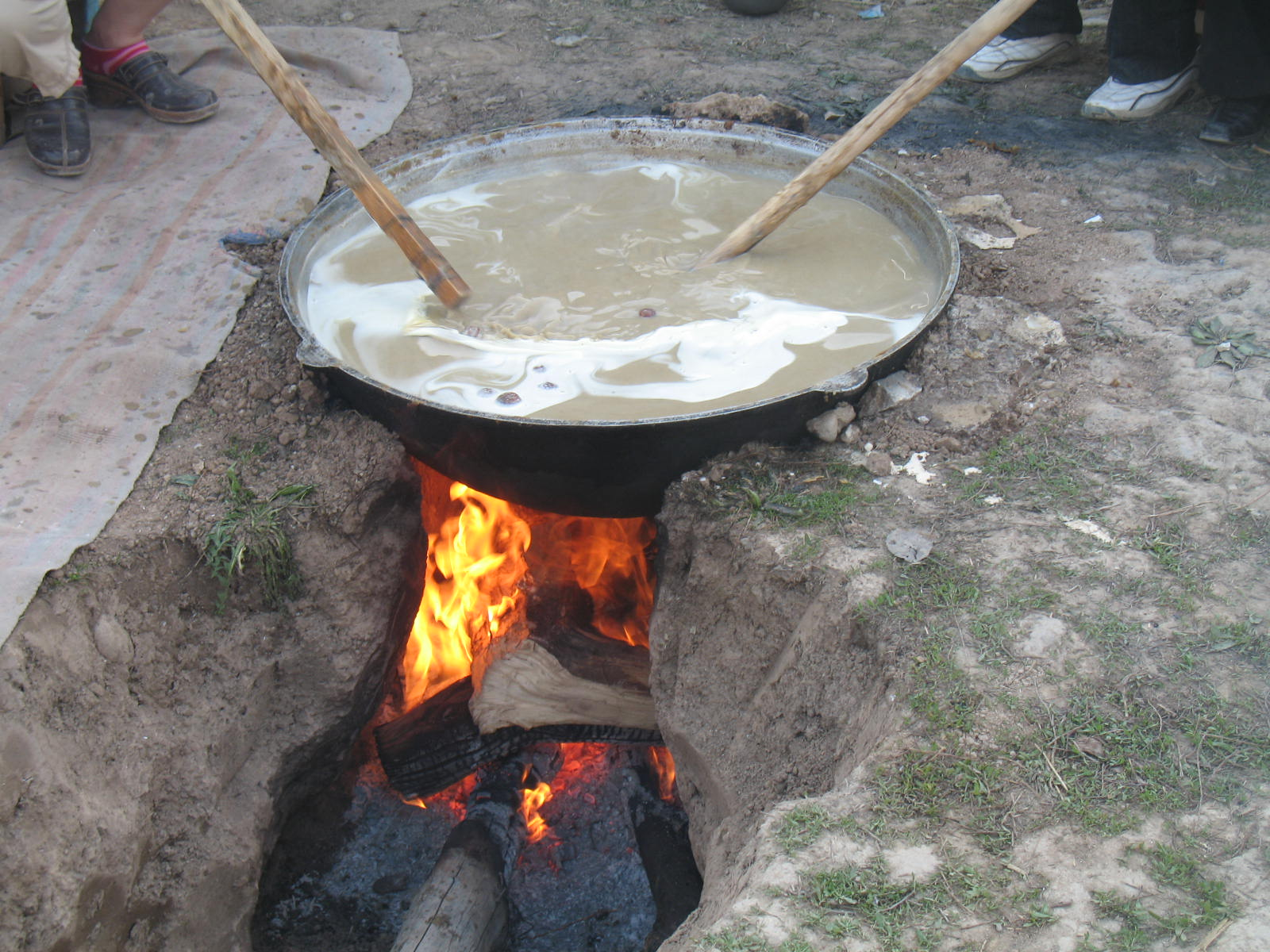
سمنو (أكلة) يصنع في قزان في موقد أرضي.

القَزَان هو نوع من أواني الطهو الكبيرة المستخدمة في جميع أنحاء آسية الوسطى وأفغانستان وأذربيجان وتركيا  وشبه البلقان وهو ما يعادل تقريبًا حلة أو مرجل أو فرن هولندي. تأتي بأحجام مختلفة (يشار أحيانًا إلى أواني الطهي الصغيرة الحديثة باسم قزان) وغالبًا ما تقاس بسعتها مثل قزان سعة 50 لترًا. عادة ما يكون قطرها نصف متر. تُصنع القزان من الحديد الزهر أو الألمنيوم في العصر الحديث وتستخدم لطهي مجموعة متنوعة من الأطعمة مثل البيلاف والسمنو (أكلة) [الإنجليزية] أو الشوربة الإرشتة وبورتساغ فهي عنصر مهم في الاحتفالات عندما يجب تحضير الطعام لأعداد كبيرة من الضيوف.
يمكن تعليق القزان على النار بعدة طرق. فتُصنع إطارات معدنية (حامل ثلاثي القوائم يسمى سجايا ) في بعض الأحيان أو بدلاً من ذلك (خاصة بالنسبة للقزان الكبير) يمكن حفر ثقب في الأرض لتثبيت القزان وتوفير مساحة كافية تحته لإشعال النار. وهذا يعني أن تُجعل فتحة في الجانب للسماح بإشعال النار ودخول الهواء. يمكن استخدام القزانات الأصغر في المواقد التي تعمل بالغاز عادةً بمساعدة قطعة معدنية مصممة خصيصًا تسمح بانتقال حرارة اللهب إلى القزان بينما تحافظ في نفس الوقت على وضع مستقيم وثابت.

## الصور

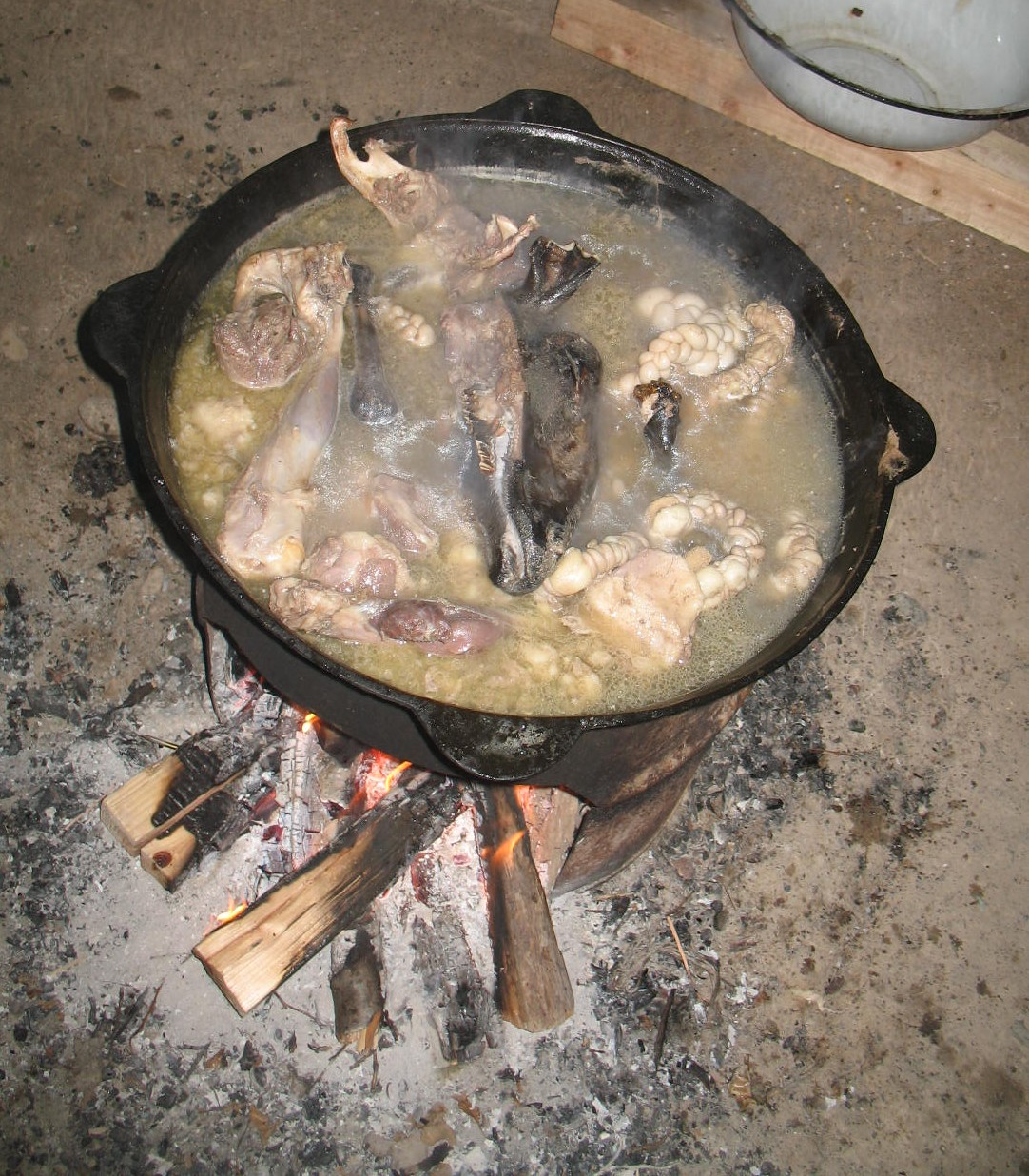
صنع شُربو في قزان في قِرغيزستان.
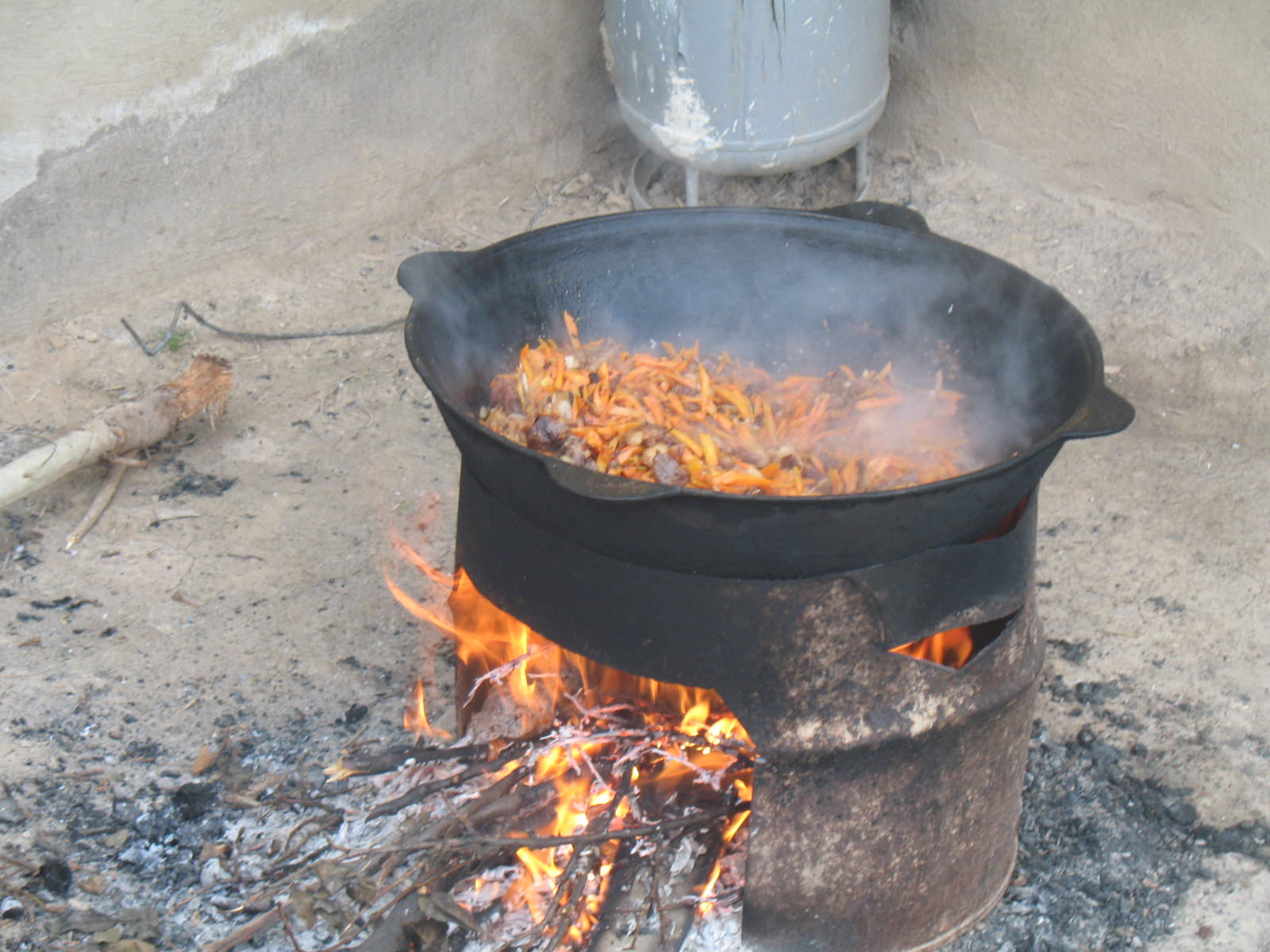
بيلاف يُطبخ في قزان معلق فوق نار باستخدام إطار معدني.
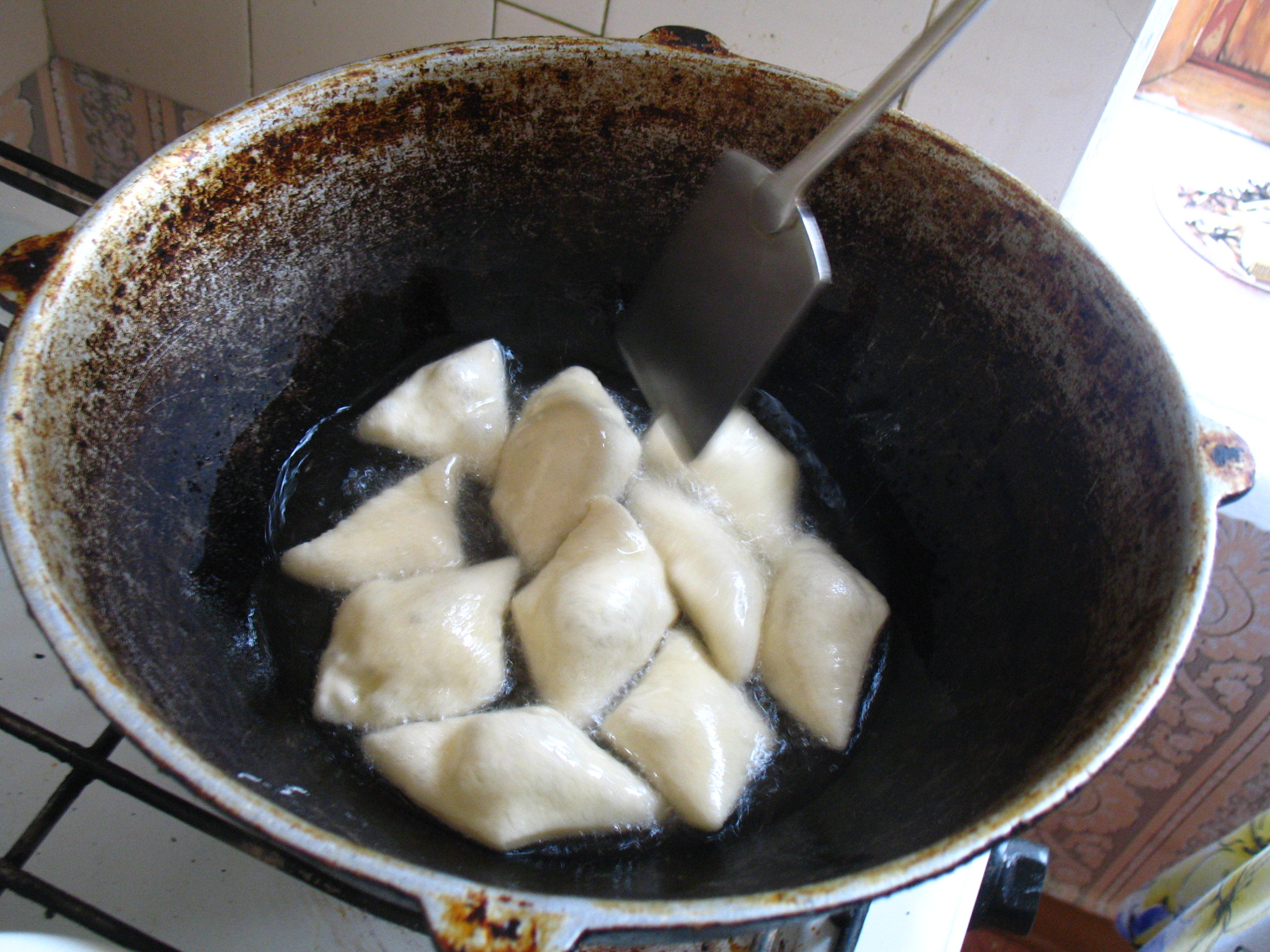
بورتساغ قرغيزي يُقلى في قزان على موقد.
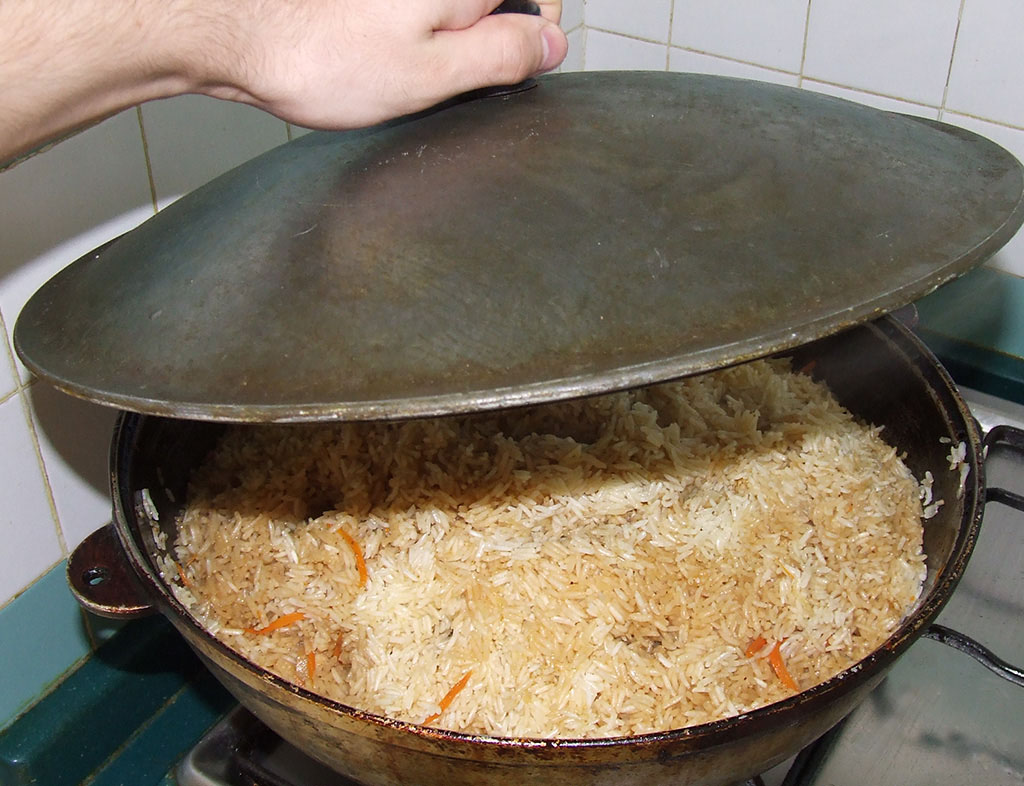
الطبخ بلوف في قزان.
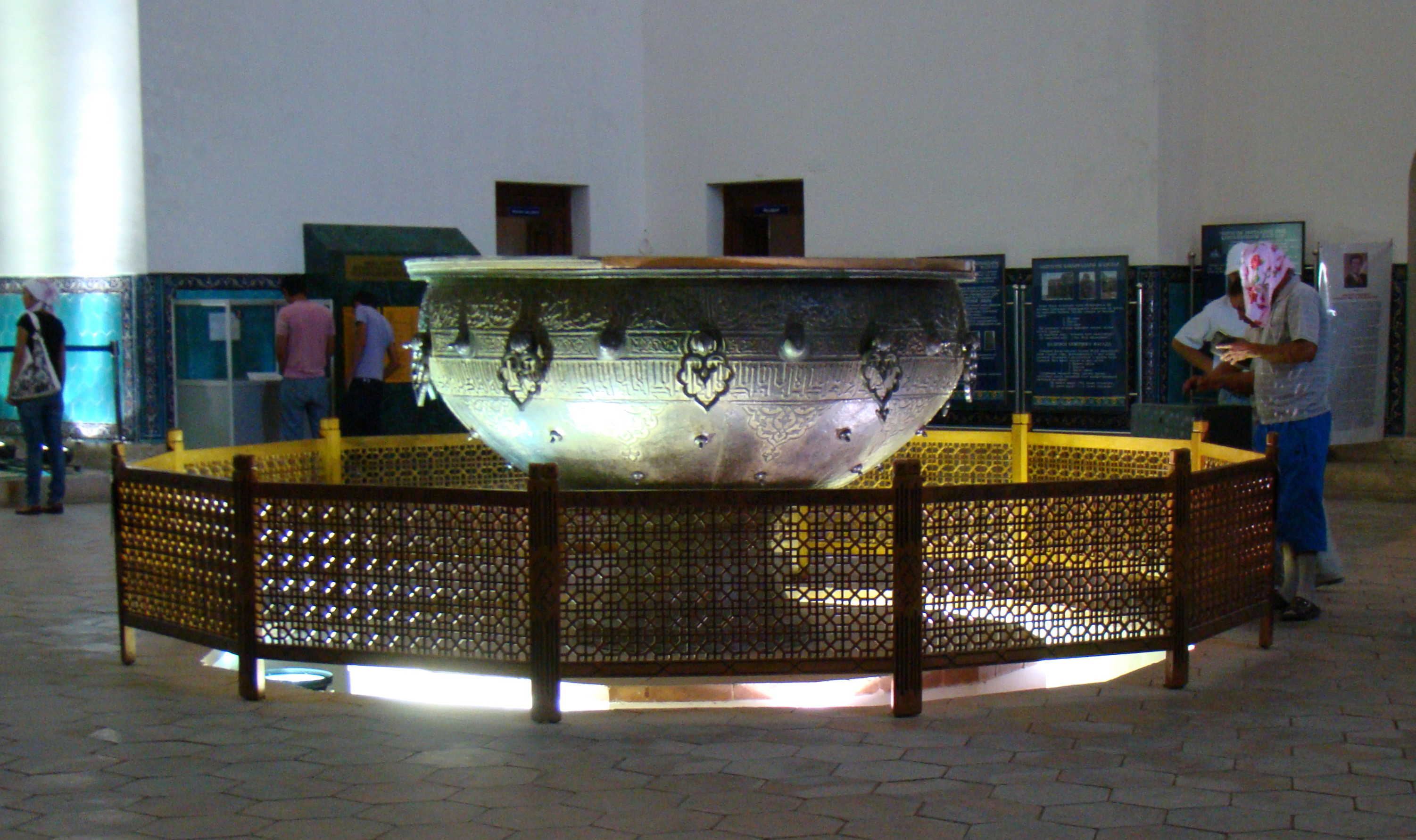
قزان الزفاف هو قزان كبير يكفي لإعداد الطعام لضيوف حفل الزفاف